# Frommova motivacijska teorija

## UVOD
Erich Fromm je bil mednarodno priznan psihoanalitik in socialni psiholog ter pomemben predstavnik humanistične filozofije v 20. stoletju. Rodil se je 23. marca 1900 v Nemčiji, v pravoverni judovski družini. Zaradi nacistične ideologije se je leta 1934 preselil v Ženevo in kasneje v New York, kjer je učil na univerzi Columbia in delal na različnih ameriških inštitutih za psihoanalizo. Ves čas je vodil svojo psihiatrično ordinacijo in napisal vrsto knjig. Umrl je doma, 18. marca 1980.
Erich Fromm loči dve skupini ljudi. Prvo, ki je po njegovem mnenju tista, ki se bolj nagiba k imeti in jo lahko najlažje motiviramo z materialnimi dobrinami. Za te osebe je značilno, da si oblikujejo svoj status v družbi na podlagi tega kar imajo. S tem Fromm misli na materialne dobrine. Ti ljudje delajo za to, ker bi radi nekaj imeli. Druga skupina ljudi pa se bolj nagiba k biti in to skupino bomo lažje motivirali z nematerialnimi dobrinami. Ta skupina ljudi zavrača egocentričnost, egoizem in potrebe po materialnih dobrinah (lastnini). Ta skupina dela zato, ker bi radi nekaj bili.
Fromm meni, da imajo ljudje potencial nagibati se tako k imeti kot k biti, socialno okolje pa je tisto, ki uravnava v stran se bo posameznik bolj nagibal.
Ta teorija je ena od motivacijskih teorij, ki so lahko uporabne pri odločanju o tem katero orodje uporabiti za motiviranje različnih oseb. Uporabimo jo lahko v različnih kontekstih, v povezavi z delom, šolo, vzgojo. Tako kot druge motivacijske teorije nam tudi Fromm s svojo teorijo skuša pojasniti, kako različne lastnosti posameznikov vplivajo na to, zakaj in kako nekaj počno.

## IMETI ALI BITI?
Razlika med imeti ali biti je po Frommovem mnenju sprta z zdravo pametjo. Imeti naj bi bila namreč temeljna naloga našega življenja – da bi lahko živeli, moramo namreč imeti stvari. Stvari moramo imeti, če jih želimo uživati. Posledično pa si težko zastavimo vprašanje – imeti ali biti? Predvsem je to težko v kulturi, v kateri je najvišji cilj jasno imeti. Želimo si imeti vse več in več. Gre za kulturo v kateri je mogoče o nekom reči, da izgleda kot milijon dolarjev. V današnji družbi tudi pogosto velja, da je tisti, ki ničesar nima, sam nič.
Kljub temu so mnogi avtorji že pred Frommom izbiro med imeti in biti postavili v središče svojih naukov. Buda tako na primer uči, da ne smemo hrepeneti po imetju, če želimo doseči najvišjo stopnjo človekovega razvoja. Tudi Jezus nas uči: Kdor namreč hoče svoje življenje rešiti, ga bo izgubil; kdor pa izgubi svoje življenje zaradi mene, ga bo rešil. Kaj namreč pomaga človeku, če si ves svet pridobi, sebe pa pogubi ali zapravi?. Mojster Eckhart pa je trdil, da je pogoj za duhovno bogatenje in doseganje moči to, da nimamo ničesar, da smo odprti in prazni. Marx je učil, da je bogastvo točno tako zlo kot revščina in da bi moral biti naš cilj biti veliki, ne pa imeti veliko. Empirični antropološki in psihoanalitični podatki kažejo, da sta dva temeljna načina doživljanja prav imeti in biti. Njuna moč določa razlike med značaji posameznikov in različne vrste družbenega značaja.
Živimo v družbi katere sam obstoj temelji na zasebni lastnini, dobičku in moči, kar povzroča to, da so naše presoje skrajno pristranske. V današnji družbi so pridobivati, imeti v lasti in ustvarjati dobiček svete in neodtujljive pravice posameznika. Tako vrsto lastnine imenujemo zasebna lastnina, ker je oseba, ki jo ima v lasti, njen edini gospodar in ima posledično vso pravico, da druge prikrajša za to, da jo uporabljajo in uživajo v njej. Značaj članov družbe oblikujejo med drugim tudi pravila, po katerih družba deluje. V industrijski družbi so to: želja po pridobivanju lastnine, jo obdržati in povečati, da se ustvarja dobiček. Tiste, ki imajo neko lastnino, drugi občudujejo, jim zavidajo in jih imajo za večvredne.
Fromm omenja tudi, da mogoče največjega zadovoljstva ne ponuja posedovanje stvari, pač pa živih bitij. V patriarhalni družbi ima tudi najrevnejši moški svojo lastnino – svojo ženo, svoje otroke, svoje živali. Je njihov popolni gospodar, ki so mu prepuščeni na milost in nemilost. Taka moška prevlada v patriarhalni ureditvi je trajala 6-7 tisočletij in še vedno prevladuje v najrevnejših državah in med najrevnejšimi družbenimi sloji. V bogatejših družbah se ta prevlada počasi zmanjšuje. Vprašanje pa je, kako bodo zdaj, ko se patriarhalno lastništvo nad osebami počasi umika, povprečni državljani visoko razvite industrijske družbe razvili svojo strast po pridobivanju? Odgovor je: tako, da bodo področje lastništva razširili in vanj vključili prijatelje, ljubice, potovanja, umetniške predmete. Omeniti velja tudi, da so bili nekoč ljudje na svojo lastnino zelo navezani. Stvar so kupili zato, da so jo ohranili. Danes pa je poudarjena potrošnja, ne ohranjanje.
Fromm v eni od svojih razprav Anatomija človekove uničevalnosti opozori na razliko med dvema vrstama dražljajev. Prvi so tisti, ki povečujejo dejavnost, drugi pa tisti, ki povečujejo nedejavnost. Meni, da bolj kot nas dražljaj sili v nedejavnost, pogosteje se mora spremeniti njegova jakost in vrsta. Čim bolj pa nek dražljaj spodbuja našo dejavnost, daljše je njegovo poživljajoče delovanje in manj smo prisiljeni spreminjati njegovo moč in vsebino. Govori tudi o tem, da moramo osvoboditi naše strasti, tj. željo po ljubezni, po svobodi, uničevanju, mučenju, nadzoru in uklonitvi, prisiljene povezave z našimi goni. Goni so namreč naravna kategorija, strasti pa sodijo v sociobiološko, zgodovinsko kategorijo. Čeprav njihov namen ni neposredno fizično preživetje, te težnje niso šibkejše kot goni. Oblikujejo namreč osnovo človekovega zanimanja za življenje, njegovo vznemirjenje. Iz njih izhajajo sanje, umetnost, vera, miti, dramatika. Človek ne more preživeti samo kot predmet. Če ga zreduciramo na stopnjo stroja, da se samo prehranjuje, razmnožuje in nabira stvari v resnici zelo trpi, čeprav ima vso varnost, ki jo potrebuje. Človek išče dramatičnost in vzenemerjenje, ko se ne more zadovoljiti na višjem nivoju pa si sam ustvari dramatičnost destrukcije. Sodobno stanje misli tako spodbuja aksiom, da je motivacija lahko močna samo v primeru, ko služi organski potrebi. To pomeni, da lahko le goni sprožijo res močno motivacijo. Če pa pogledamo holistično predpostavko, nam postane jasno, da moramo na človeške strasti gledati v okviru funkcij, ki jih imajo v življenjskem procesu našega organizma. Njihova intenzivnost ni odvisna od posameznih fizioloških potreb, ampak od potrebe organizma da preživi, raste in se razvija tako fizično kot mentalno. Te strasti pa si lahko privoščimo šele takrat, ko smo zadovoljili naše nižje potrebe. Ljudje delajo samomore tudi zato, ker ne morejo realizirati svojih želja po ljubezni, moči in po slavi. Samomorov zaradi spolne nepotešitve praktično ni. Šele negonske želje človeka vzbudijo, razvnamejo, naredijo človekovo življenje vredno. Te strasti so tako močne zato, ker brez njih človek ne bi bil več človek. Te strasti človeka iz golega predmeta preoblikujejo v junaka, v bitje, ki se kljub tisočim oviram trudi v življenju poiskati smisel, v bitje, ki si želi biti.

### Spremembe v jeziku k imeti
Prevladovanje usmeritve k imeti lahko v zadnjih stoletjih razberemo tudi v vse pogostejši rabi samostalnikov in vse redkejši rabi glagolov v zahodnih jezikih. Samostalnik je namreč ustrezna oznaka za stvar. Lahko na primer rečemo, da nekaj imamo. Lahko si lastimo kolo, hišo, knjigo, avto. Dejavnost ali potek pa izražamo z glagoli, kot so na primer sem, ljubim, želim, sovražim. Vse pogosteje dejavnosti izražamo z izrazi za posedovanje, kar pomeni, da namesto glagola pogosto uporabimo samostalnik. Iz tega pa lahko razberemo, da smo vse bolj usmerjeni k imeti.
V dvesto letih po Du Maraisu se je težnja po nadomeščanju glagolov s samostalniki razširila do te mere, da bi si to tudi on najbrž težko predstavljal. Za primer lahko vzamemo značilen in mogoče nekoliko pretiran primer iz današnjega jezika. Oseba si, na primer, poišče pomoč psihoanalitika in pogovor začne tako: Doktor, imam problem. Imam težave zaradi nespečnosti. Čeprav imam lepo hišo, krasne otroke in srečen zakon, imam veliko skrbi. Pred nekaj desetletji bi bolnik namesto imam problem najverjetneje rekel nekaj v smislu, v stiski sem. Čustvo se tako spremeni v nekaj, kar posameznik ima, tj. problem. Problem pa je abstrakten izraz za vse vrste težav. Problema ne moremo imeti, ker to ni stvar, ki bi si jo lahko lastili. To pomeni, da posameznik sebe spremeni v problem. Tak način govora razkriva posameznikovo in družbeno skrito, nezavedno odtujenost.

## ŽIVETI, DA BI IMELI
Občutek, da moramo nekaj imeti, da si nekaj lastimo se danes kaže tudi v odnosih. Človek na primer govori o svojem zdravniku, svojem učitelju, svojem šefu, svojih delavcih. Lastimo pa si tudi predmete in občutja. Tako ljudje govorijo o svoji bolezni, svojih operacijah, svojih bolečinah. Verjamejo, da sta zdravje in bolezen njihova last. Lastnino pa lahko posamezniku predstavljajo že misli in navade. Nekoga, ki zajtrkuje vsak dan, ob enaki uri, isto hrano, bo vznemirila že najmanjša sprememba, saj je njegova navada postala lastnina in če bi jo izgubil, bi izgubil tudi svoj občutek varnosti.
Fromm  opozarja, da se lahko bralcu taka predstavitev usmerjenosti na imeti, zdi enostranska in preveč negativna. S tako predstavitvijo si je avtor želel prikazati družbeno prevladujočo naravnanost tako, da bi bila čim jasnejša. Opozarja pa, da je vse bolj razširjen odnos mladih, ki je zelo drugačen od odnosa večine. Med mladimi je opazen vzorec potrošnje, ki ni prikrita oblika pridobitništva in posedovanja, gre namreč za izraze pristnega veselja ob tem, kar počnejo. Mladi potujejo daleč, četudi je potovanje pogosto naporno. To naredijo zato, da slišijo glasbo, ki jim je všeč, da vidijo kraj, ki si ga želijo videti in da spoznajo ljudi, ki si jih želijo spoznati. Čeprav mogoče niso popolnoma resni, pripravljeni in zbrani, si mladi po Frommovem upajo biti. Kar je najpomembnejše pa je to, da jih ne zanima, kaj bodo dobili v zameno in kaj bodo lahko obdržali.

### Zatiranje upora
Vsem živim bitjem je skupna težnja k rasti v skladu s svojo lastno naravo. Zato se upiramo vsakemu poskusu, ki bi lahko kakorkoli oviral našo rast. Po Frommovem mnenju se proti temu uporablja heteronomna sila proti živim bitjem (sila, ki nas skuša usmeriti v drugo smer, nasprotno naši zgradbi, ki lahko škoduje našemu razvoju). Oseba, ki raste se je prisiljena odreči svoji lastni volji in zanimanjem in mora prevzeti voljo, želje in čustva, ki v resnici niso njena, ampak so ji vsiljena preko družbenih vzorcev mišljenja in čustvovanja. Družba mora tako poiskati načine, kako bo posamezniku zlomila voljo, ne da bi se on tega zavedal. To pa počne z zapletenim procesom nagrad, kazni, indoktriniranja in ustrezne ideologije. Večina ljudi potem misli, da se v resnici vedejo v skladu s svojo voljo in se ne zavedajo, da je njihova volja v resnici zmanipulirana.
S podkupovanjem in izsiljevanjem, s spretnim pogojevanjem lahko človeka prepričamo, da opusti svojo vero in se spreobrne v nesebe, v robota. Človeka tako prikrajšamo za najboljše kar ima, za to, da je človek in ne stvar.
Verjetno najtežje je voljo zatreti v spolnosti, ker naj bi šlo v tem primeru za močno naravno težnjo, ki jo je težje obvladati kot vse druge težnje. Družba se potem bojuje proti spolnim željam bolj kot proti katerikoli drugi človekovi želji. Tako obsojajo spolnost zaradi raznih razlogov od moralnih (spolnost je grešna) do zdravstvenih (samozadovoljevanje škodi telesu in zdravju). Cerkev prepoveduje kontracepcijo in Fromm meni, da pri tem v resnici ne gre za to, da bi si želela prizadevati za svetost življenja, pač pa za to, da bi lahko omalovaževala spolnost, če njen namen ni razmnoževanje. Razlog za sramotenje ni spolnost ampak želja po tem, da bi zatrli človekovo voljo. Spomnimo se lahko mnogih primitivnih družb v katerih ne poznajo prepovedi za spolnost. V njih ni izkoriščanja in prevlade zato ni treba, da bi uklanjali voljo posameznikov. V teh družbah v spolnih odnosih uživajo brez občutka krivde, spolna svoboda pa v teh družbah ne povzroča spolne pohlepnosti. Pari se tako oblikujejo po kratkotrajnih spolnih odnosih, ne želijo menjavati svojih partnerjev a se svobodno razidejo, če ljubezen mine. Zanje so spolni užitki izraz bivanja, ne pa spolnega lastništva. Fromm poudarja, da to ne pomeni, da bi se morali vrniti k načinu življenja prvobitnih družb, morali bi si pa prizadevati, da gremo naprej. Spolna želja naj bi bila izraz neodvisnosti, ki se pojavi zgodaj v življenju s samozadovoljevanjem. Namen prepovedi pa je, da v otroku vzbudimo občutek krivde in ga naredimo bolj pokornega. Posledično otroka že kot majhnega zatremo, ga naredimo poslušnega posledično pa tudi neustvarjalnega, nezmožnega razmišljanja s svojo glavo in predvsem ne svobodnega.
Usmerjenost k imeti nujno povzroča željo ali celo potrebo po moči in oblasti. Človeka osrečujejo premoč nad drugimi, oblast in njegova sposobnost za osvajanje, plenjenje in ubijanje. Pri usmerjenosti k biti, pa sreča temelji na ljubezni, zaupanju in dajanju.

### Biološki izvor potrebe po imeti
Potreba po imeti ima še en izvor, to je biološka želja po življenju. Ni pomebno ali smo srečni ali nesrečni, naše telo si želi nesmrtnosti. In željo po nesmrtnosti bolj kot vse drugo izpoljnjuje lastništvo. Ravno zato ima usmerjenost k imeti danes tako veliko moč. Če posameznika določa to, kar ima, potem je nesmrten. Če so stvari, ki jih imam, neuničjive, sem nesmrten. Včasih so za nesmrtnost v Egiptu poskrbeli z mumificiranjem, danes to počnemo z oporoko. Oporoka z zakonsko močjo določa, kako naj ravnajo z našim premoženjem v prihodnje, z zakonom o dedovanju tako postane človek, ki je lastnik nekega kapitala nesmrten.
Usmerjenost k imeti lahko bolje razumemo, če upoštevamo eno od Freudovih pomembnih odkritij, to je, da preživljajo dojenčki najprej obdobje nedejavnega sprejemanja, ki mu sledi obdboje napadalnega in izkoriščevalskega pridobivanja. Potem pa vsi ti otroci, preden dosežejo zrelost, preživijo obdobje, ki ga je Freud poimenoval analno-erotično obdobje. Ta stopnja pogosto ostane v osebnem razvoju prevladujoča in pri človeku oblikuje analni značaj. Gre za značaj, pri katerem človek svojo energijo usmerja v pridobivanje, varčevanje in kopičenje denarja in drugih gmotnih dobrin, pa tudi čustev, gibov, besed in energije. Njegov koncept analnega značaja je v resnici huda kritika meščanske družbe 19. stoletja. V tej družbi so značilnosti analnega značaja sestavljale vzor moralnega vedenja in so jih imeli za izraz človeške narave. Freud tako predstavi enačbo denar=iztrebki. Meni, da se prevladujoča usmeritev k posedovanju zgodi v obdobju pred popolno zrelostjo in je bolezenska, če potem ostane stalna. Za Freuda je človek, ki svoje življenje posveti pridobivanju in posedovanju dobrin nevrotična, bolna oseba. In če živimo v družbi, v kateri ima večina ljudi analni značaj, je ta družba bolna.

### Boj za enakost v usmerjenosti k imeti
Fromm omenja, da je na gospodarskem in političnem področju pomembna zmotna izbira med neenakostjo in popolno enakostjo dohodkov. Če bi šlo le za uporabno in osebno lastnino, namreč za to ali ima nekdo nekaj več kot drugi, to ne bi postal družbeni problem. Če lastnina ni ključnega pomena, potem ne vzbuja zavisti. Ljudje, ki se zavzemajo za enakost v smislu, da mora biti delež vsakega enak deležu drugih, kažejo, da je njihova usmerjenost k imeti zelo močna a jo zanikajo s svojim zavzemanjem za popolno enakost. Za njihovo skrbjo se skriva samo en motiv in to je zavist. Kdor zahteva, da imajo vsi enako, se v resnici skuša obvarovati pred zavistjo, ki jo čuti, če ima kdorkoli več kot on. V resnici bi morali izkoreniniti oboje, tako razkošje kot revščino. Enakost ne bi smela pomeniti enake količine nekih dobrin, temveč to, da se dohodki ne bi smeli razlikovati toliko, da bi za različne skupine nastale različne življenjske razmere.

### Eksistencialni pomen usmerjenosti k imeti
Da lahko preživimo, potrebujemo nekatere stvari. Moramo jih hraniti, skrbeti zanje, jih uporabljati. Tako lahko skrbimo za svoje telo, zavetje, oblačila, orodja. V tem primeru govorimo o eksistencialni usmerjenosti k imeti, ki je nekaj popolnoma drugega kot značajska usmerjenost k imeti, o kateri smo govorili do sedaj. Slednja se namreč razvije zaradi vpliva družbenih razmer na človeški rod in ni prirojena. Kot taka je tudi v navzkrižju z usmerjenostjo k biti.

## ŽIVETI, DA BI  BILI
Pri usmerjenosti k biti moramo poudariti, da je to usmerjenost, ki jo težko opišemo z besedami. Nihče od nas namreč ne more v celoti opisati izraza zanimanja, navdušenja, ljubezni do življenja ali sovraštva, ki ga lahko opazi v očeh nekoga drugega. Opisati ne moremo niti pestrosti izrazov na obrazu, hoje, drže ali načina govora, značilnega za nekega človeka. Doživetij ne moremo opisati z besedami. Besede sicer lahko kažejo na doživetje, niso pa doživetje samo. Ko izrazimo tisto, kar doživljamo z mislimi in besedami, doživetje že mine. Zato bivanja ne moremo nikakor opisati z besedami. Max Hunziger je Frommu predlagal uporabo prispodobe: da modro steklo na svetlobi izgleda modro, to pa zato, ker prepušča le modre žarke (jih odbija), vse druge pa vpija. To pomeni, da steklo imenujemo modro zato, ker odbija modre žarke. Imenujemo ga po tem, kar oddaja, ne po tem kar zadržuje.
Usmerjenost k biti se lahko pojavi, če zmanjšamo usmerjenost k imeti oz. k ne biti. Ko nehamo iskati varnost in identiteto tako, da se oklepamo tega, kar si lastimo tj. svojega jaza in svoje lastnine. Za večino ljudi je to pretežko. Vsak poskus povzroči hud strah in občutek izgube varnosti. Osnovni pogoji za usmerjenost k biti so neodvisnost, svoboda in kritični razum.

### Dejavnost proti nedejavnosti v usmerjenosti k biti
Pomembno je, da opozorimo, da se nedejavnost in bivanje izključujeta. V današnji rabi besedo dejavnost opredelimo kot značilnost vedenja, ki z uporabo neke energije povzroči viden učinek. Dejavni so kmetje, delavci, prodajalci, zdravniki. Dejavnost se v tem pojmovanju nanaša na vedenje, ne pa na osebo. Vseeno je, ali so ti ljudje notranje ali zunanje motivirani. Vseeno je tudi, ali jih to kar počnejo zanima in ali jim daje neko zadovoljstvo. Tako pojmovanje pravzaprav ne dela razlike med dejavnostjo in zaposlenostjo. Razliko med njima pa lahko pojasnimo z uporabo pojmov odtujena in neodtujena dejavnost.
Pri odtujeni dejavnosti ne doživljamo sebe kot izvrševalca svoje dejavnosti, ampak doživljamo posledico svoje dejavnosti. Pri taki dejavnosti v resnici ne delujem jaz, ampak name delujejo neke zunanje ali notranje sile. Od izida svoje dejavnosti sem pravzaprav ločen. Očiten primer odtujene dejavnosti na področju duševnih bolezni predstavljajo kompulzivno obsesivne osebe. Žene jih namreč določena notranja nuja, da nekaj naredijo proti svoji volji – tako na primer štejejo korake, ponavljajo stvake, opravljajo obrede. Pri sledenju takim ciljem so lahko celo izjemno dejavni, a raziskave kažejo, da jih žene neka notranja sila, ki se je sploh ne zavedajo.
Pri neodtujeni dejavnosti pa doživljamo sebe kot osebek svoje dejavnosti. To pomeni, da nekaj naredim, ustvarim in ostanem povezan s tem kar ustvarim. Moja dejavnost izraža moje sposobnosti. To pa pomeni, da sva jaz in moja dejavnost v resnici isto. Temu rečemo ustvarjalna dejavnost. Izraz ustvarjalna tukaj ni uporabljen za označevanje posameznikove sposobnosti po definiciji, da ustvari nekaj novega, izvirnega in uporabnega. Dogajanje v ljudeh, ki se zavedajo sebe, ki ne gledajo dreves ampak jih vidijo, ki berejo neko pesem, knjigo in v sebi doživijo tok čustev, ki jih pesnih izraža v besedah, je lahko zelo ustvarjalno, čeprav ničesar ne ustvarjajo. Ustvarjalna dejavnost za Fromma pomeni stanje notranje dejavnosti. To ni nujno povezano z ustvarjanjem nečesa koristnega. Je značajska usmerjenost, ki jo zmoremo vsi ljudje, če le nismo čustveno pohabljeni. Taki ljudje oživijo vse, česar se dotaknejo, razvijajo svoje sposobnosti in navdihujejo druge.

### Resničnost v usmerjenosti k biti
Do sedaj smo usmerjenost k biti razlagali kot naspotje usmerjenosti k imeti. Pomembno je, da jo primerjamo še z videzom oz. dozdevanjem. Če se nekdo kaže kot prijaznega, a je njegova prijaznost samo krinka s katero prikriva svojo izkoriščevalsko naravo. Če se nekdo dela pogumnega, a je v resnici skrajno nečimern in prestrašen, če izraža ljubezen do domovine, a gre v resnici za sebične koristi – potem je videz, torej moje vedenje v javnosti v nasprotju s silami, ki me vodijo. Posameznikovo vedenje se potem razlikuje od mojega značaja.
Največji dosežek Freudove psihoanalize je po Frommovem mnenju prav razumevanje neskladnosti med vedenjem in značajem. Med krinko in resnico, ki jo nekdo prikriva. Freud je razvil postopke (razlaga sanj, metoda prostih asociacij), s katerimi je želel razkriti nagonske želje, ki so potlačene v otroštvu. Kar je potlačeno, so zgodnje in – kot meni Fromm – poznejše travmatične želje in strahovi. Trditev, da je resnica potlačena temelji na predpostavki, da neko resnico poznamo in da to znanje potlačimo. Drugače povedano lahko rečemo, da obstaja nezavedno znanje. Frommove izušnje iz psihoanalize kažejo da to drži. Vsak od nas zazna resničnost in tega ne moremo preprečiti. Naša čutila so narejena tako, da vidijo, slišijo, tipajo in vonjajo vsakič, ko pridejo v stik z resničnostjo. Tudi naš razum je narejen tako, da spozna resničnost in da stvari vidi take kot so. Mi vsakič čutimo kdaj srečamo nevarno osebo. Vemo tudi kdaj srečamo osebo, ki ji lahko povsem zaupamo. Vemo tudi kdaj nam nekdo laže in kdaj nas izkorišča ter kdaj varamo sami sebe. Vemo praktično vse kar moramo vedeti o človeškem vedenju. Naši predniki so se svojega znanja zavedali in so ga uporabljali, mi pa svoje zavedanje potlačimo, ker bi zavedanje resnice pozvročilo, da bi postalo naše življenje težavo in preveč nevarno. Zato, da pred seboj skrivamo to kar vemo porabimo ogromne količine energije. Paolo Coelho v svoji knjigi Alkimist pravi, da je lahko človek srečen, če spoštuje eno pravilo, da nikoli ne laže sebi.

### Strah pred smrtjo
Strah pred tem, da bomo izgubili imetje je neizogibna posledica občutka varnosti, ki temelji na tem, kar imamo. Ali imajo strah pred smrtjo le starejši ljudje in bolni? Ali se smrti boji vsak od nas? Ali se strah pred smrtjo povezuje in se ga bolj zavedamo s starostjo? O tem lahko le previdno sklepamo. Mogoče je pomembno opozoriti da obstaja globoko ukoreninjena želja po nesmrtnosti, ki se kaže v mnogih obredih in verovanjih. Samo na en način – ta način so učili Buda, Jezus, stoiki, mojster Eckhart – lahko premagamo strah pred smrtjo. To je tako, da se ne oklepamo življenja in da ne doživljamo življenja kot lastnino. Strah je točno to, kar mislimo da je. Je strah pred tem, da se bo življenje končalo. Epikur meni, da se nas smrt ne tiče. Dokler živimo, smrti še ni. Ko pa smrt pride, nas ni več.
Strah pred smrtjo se zato zdi nerazumen, razen če življenja ne doživljamo kot lastnino. Takrat se ne bojimo smrti, ampak tega, da bi izgubili to, kar imamo: svoje telo, svoj jaz, svoje imetje, svojo identiteto. Če živimo v želji po imeti, se smrti bojimo. Prenehanje našega strahu pred smrtjo bi moralo biti trajno prizadevanje od življenja k imeti do življenja k biti. Spinoza pravi, da modrec misli na življenje, ne na smrt. Navodilo kako umreti, je v resnici enako navodilu kako živeti. Bolj kot se otresamo pohlepa po posedovanju v vseh njegovih oblikaš, posebno samoljubnosti, manj nas bo strah umreti, ker s smrtjo ne bomo ničesar izgubili.

## IMETI IN BITI V VSAKDANJEM ŽIVLJENJU
Človeška narava obsega obe usmerjenost – k imeti in k biti. Naš nagon po preživetju res bolj spodbuja usmerjenost k imeti, ampak sebičnost in lenoba nista edini prirojeni nagnjenji človeka. Imamo tudi globoko ukoreninjeno usmerjenost k biti: da izrazimo naše zmožnosti, da smo dejavni, da se povezujemo z drugimi, da pobegnemo iz jetniške celice sebičnosti. Potrebo po dajanju, po tem da bi nekaj delili z drugimi lahko danes najdemo v različnih poklicih od medicinskih sester, do reševalcev, do krvodajalcev. V zgodovini je veliko primerov, ko so se sinovi in hčere bogatašev odrekli življenju osamljenosti in brezdelja, ki jim je bilo omogočeno. Primer so na primer sinovi in hčere bogatašev v rismskem cesarstvu, ki so prevzeli vero siromaštva in ljubezni. Primer je Buda, ki je bil princ in bi si lahko privoščil vse, a je odkril, da imetje in pohlep povzročata nesrečo in trpljenje. V 2. polovici 19. stoletja so se pojavili narodniki. To so sinovi in hčere ruskega znornjega razreda, mladi ljudje, ki so zapustili svoje družine in se pridružili revnim kmetom, z njimi živeli in jim pomagali položiti enega od temeljev revolucionarnega boja v Rusiji. Tudi danes veliko mladih odhaja in išče nov življenjski slog, a ostajajo nezadovoljni, ker se zdi, da nikakršno ustvarjalno prizadevanje nima možnosti za uspeh.
Če sem kar imam, in če zgubim, kar imam, kdo sem? Nihče. Sem poražen, obupan, beden dokaz zgrešenega načina življenja. Nenehno me skrbi, da bom to kar imam izgubil. Bojim se tatov, gospodarskih sprememb, revolucij, bolezni, ljubezni, svobode. Sem kronični hipohonder, bojim se da bom izgubil vse kar imam. Zato se začnem braniti, postajam težaven, sumničav, osamljen, želim si vedno več, da bi se lahko obvaroval. Tega pri usmerjenosti k biti ni. Če sem, kdor sem, in ne to, kar imam, mi nihče ne more vzeti moje gotovosti, ne more mi je ogroziti, kot tudi ne moje samopodobe. Moje središče je v meni. Lahko sem in lahko izražam svoje sposobnosti, to je del mojega značaja in je odvisno odmene. Kar drži za normalen potek življenja, ne pa tudi za hude bolezni, mučenje, itd.
Danes je za večino ljudi mogoče edini način življenja tak, ki temelji na imeti. Tem ljudem težko razložimo, kakšen je način življenja, ki temelji na biti in jim pojasnimo, da je težnja po posedovanju le ena od možnosti.

### Imeti ali porabljati?
Še ena oblika v kateri se izraža posedovanje je uživanje nečesa. Zaužiti nekaj, recimo hrano, je namreč starodavna oblika posedovanja. Na določeni razvojni stopnji namreč vsak otrok stvari, ki si jih želi daje v usta, saj je to njegov način prilaščanja. Podobno so ljudožerci verjeli, da bodo, če pojedo človeka, pridobili njegovo moč. Potrošništvo je po Frommovem mnenju ena od oblik posedovanja, ki je v današnji družbi mogoče celo najpomembnejša. Po eni strani potrošništvo blaži tesnobo, saj nam tistega kar imamo nihče ne more vzeti, po drugi strani pa zahteva, da dobivamo vse več in več, saj nas to, kar smo pridobili kmalu ne zadovolji več.

### Imeti ali biti in učenje
Razliko med imeti in biti se da dobro ponazoriti s primerom učenja. Študentje, ki so usmerjeni k imeti, poslušajo predavanja, slišijo besede in razumejo njihovo logično zgradbo in njihov pomen ter zapišejo čim več besed v svoje zvezke, da bi se kasneje lahko učili iz svojih zapiskov in tako naredili izpit. Vsebina pa ne postane del njihove miselne sheme in jih zato ne obogati in razširja njihovih obzorij. Besede, ki jih slišijo preoblikujejo v trdne miselne sklope in teorije, te pa potem uskladiščijo. Študent tako postane lastnik zbirke trditev nekoga drugega, ostane oddaljen od te vsebine. Taki študentje imajo en cilj: ohraniti to, česar so se naučili tako, da si to zapišejo, ali pa trdno vtisnejo v spomin. Takim študentom ni treba ustvariti ničesar novega, novost namreč ogroža njihov skupek podatkov, ki jih imajo na voljo.
Pri študentih, ki so v odnosu do sveta usmerjeni k biti, pa je učenje povsem drugačno. Že na predavanja ne pridejo kot nepopisani listi. Vnaprej namreč razmišljajo o problemih, ki jih bodo predavanja obravnavala. V mislih si postavljajo svoja lastna vprašanja in do povedanega razvijejo nek lasten odnos. S problemi se ubadajo na svoj način. Snov poslušajo, slišijo in se nanjo odzivajo na dejaven, ustvarjalen način. Njihovo poslušanje pa je dejaven proces. Take študente slišane besede spremenijo in vplivajo na njihov pogled na svet. Zavedati pa se moramo, da lahko tak način učenja prevlada le, če je snov dovolj zanimiva. Če predavanja niso kvalitetna in zanimiva, bi bilo za takega študenta bolje, da se predavanj sploh ne udeleži in se namesto tega raje osredotoči na lastne miselne procese.
Razliko med imeti in biti bi lahko izrazili na dva načina: imam znanje in spoznal sem. Imeti znanje, pomeni, da si posameznik prilasti in obdrži neko dosegljivo znanje oziroma podatke. Spoznati pa pomeni dejavno in ustvarjalno misliti. Po mnenju velikih mislecev kot so Jezus, Buda, Sigmund Freud, Karl Marx, se spoznavanje začne z zavedanjem, da je naše zaznavanje varljivo. Naša predstava o fizični realnosti ne ustreza temu, kar je zares resnično. Večina tega, za kar ljudje mislijo, da je resnično in jasno, je le slepilo, ki je posledica sugestivnih vplivov družbenega sveta v katerem živimo. Spoznati, tako po njihovem pomeni, prodreti pod površino, da bi prišli do vzrokov. Pomeni tudi, da si dejavno prizadevamo, da bi se resnici čim bolj približali. Kaj hitro nam je jasno, da so bili ti misleci usmerjeni k biti.

### Imeti in biti v povezavi s pomnjenjem
Tisti, ki so usmerjeni k imeti pri spominjanju povezujejo snov povsem mehanično. Tisti, ki pa so usmerjeni k biti en pojem povezujejo z drugim z uporabo ustvarjalnega mišljenja. Spominjanje je v tem primeru dejaven priklic besed, misli, prizorov. Podatek, ki se ga spomnimo povežemo s številnimi drugimi podatki. Osebe, ki večinoma niso nagnjene k shranjevanju podatkov, bodo ugotovile, da morajo čutiti močno in neposredno zanimanje, da bi se nečesa dobro spominjale.
Pomembna tema v okviru spominjana je zapisovanje na papir. Ko zapisujemo, kar si želimo zapomniti, si skušamo zagotoviti, da bomo ta podatek imeli in si ga ne skušamo vtisniti v spomin. Zanašamo se na to, kar imamo. Če to izgubimo, izgubimo tudi svoj spomin o podatkih. Glede na količino podatkov, ki si jih moramo v sodobni družbi zapomniti je seveda težko uresničljivo, da si ne bi ničesar zapisovali. Zavedati pa se moramo, da zapisovanje zmanjšuje sposobnost za pomnjenje.
Če pogledamo na primer vsakdanji primer nakupovanja v trgovinah. Prodajalec danes težko sešteje dva ali tri zneske na pamet, takoj namreč poseže po računalniku. Tudi v primeru vračila denarja prodajalci raje posežejo po računalniku, ne zanašajo se nase in na svoje znanje računanja.
Drugi primer so učenci, ki poslušajo snov, jo skušajo razumeti in si zapomniti bistvo. Ti si velikokrat zapomnijo več kot tisti učenci, ki si skrbno zapišejo vsak stavek, ki ga pove učitelj. Tudi glasbeniki, ki z lahkoto igrajo po notah, si težko zapomnijo glasbo brez partiture. Toscanini je tako primer glasbenika z izjemnim spominom, a je bil usmerjen k biti. Fromm je tudi opazil, da imajo v Mehiki nepismeni ali napol pismeni ljudje veliko boljši spomin kot pismeni v industrializiranih državah.

### Imeti in biti v povezavi z branjem
Pri branju je najprej pomembno to, kaj beremo. Branje cenenega romana ne omogoča ustvarjalnega odziva. Roman, na primer Balzacov, lahko beremo z notranjim sodelovanjem, ustvarjalno. Mnogi berejo roman zato, ker jih zanima ali bo junak umrl ali preživel, ali bo junakinja zapeljana ali ne. Ker si želijo izvedeti odgovore. Tako branje bralčevega znanja ne razširi. Bralec ne razume osebe v romanu, ne poglobi vpogleda v človeško naravo in ne spozna sebe, še nekoliko bolje.
Način, kako nekdo bere knjige, se izoblikuje ali po Frommovem mnenju pokvari, z vzgojo. V šoli namreč želijo vsakemu od učencev dati neko količino kulturnih dobrin. Učenci se naučijo brati knjigo tako, da povzamejo avtorjeve ključne misli in ideje. Spoznajo vse od Platona, Kanta, Spinoze do Sartra. Tako imenovani odlični učenci so tisti, ki znajo najnatančneje ponoviti, kar je povedal vsak od znanih avtorjev. Tisto, česar ne znajo, pa presega njihovo znanje. Niso se naučili pogovarjati z avtorji, jih spraševati, iskati protislovja, izogibati se določenim vprašanjem, niso se naučili razlikovati med tem, kar je bilo novo in tem, kar je bilo v filozofovih razmišljanjih splošno mnenje tistega časa. Ne vedo, ali so pisci izvirni ali ne.

### Imeti in biti v povezavi z vero
V verskem, političnem pa tudi v osebnem pomenu ima lahko pojem vera dva različna pomena. Odvisno od tega, ali ga uporabljamo pri usmerjenosti k biti ali k imeti. Če smo usmerjeni k imeti vera pomeni, da imamo odgovor, za katerega ni nikakršnega razumskega dokaza. Našo vero tako sestavljajo različni obrazci, ki so jih ustvarili drugi, človek pa jih le sprejema. Tako vedenje človeka odreši težke naloge, da bi mislil s svojo glavo in se sam odločal. Smisel takega verovanja je, da ponuja gotovost. Posameznik verjame, da gre za najvišje, neomajno znanje. V tem primeru bog postane malik, stvar, ki jo sami naredimo, si jo lastimo. V tem primeru lahko malika častimo kot milostljivega Gospoda, hkrati pa v njegovem imenu počnemo različne okrutnosti in nečloveška dejanja.
Če pa smo usmerjeni k biti, je vera povsem drugačen pojav. Vprašajmo se, ali sploh lahko živimo brez vere? Ali ni nujno, da dojenček zaupa v materine prsi? Ali ni nujno, da vsi zaupamo v druga bitja, posebno tista, ki jih imamo radi? Brez vere lahko hitro postanemo obupani in prestrašeni. Pri usmerjenosti k biti vera ni verovanje v neke določene zamisli. Gre za notranjo držo, odnos, usmeritev. Bog v Stari zavezi je predvsem zanikanje malikov, tj. bogov, ki si jih lahko lastimo. Čeprav si ga mnogi zamišljajo podobnega vzhodnjaškemu kralju, pojem Bog presega samega sebe, že od samih začetkov. Bog ne sme imeti imena, Boga tudi ni dovoljeno upodabljati. V razvoju judovske vere in krščanstva so celo prepovedali navajanje kakršnih koli božjih lastnosti.
Avtor meni, da njegova vera v samega sebe, v človeštvo, v našo sposobnost, da postanemo v celoti človeški, vsebuje tudi gotovost. Ta gotovost pa temelji na njegovem lastnem doživljanju, ne pa na podrejanju avtoriteti, ki verovanje vsiljuje. Gre za gotovost resnice, ki je ne moremo dokazati s prepričljivim, razumskim dokazom. Gre za resnico, o kateri smo prepričani, ker imamo svoj empirični, subjektivni dokaz (Fromm, 1976/2004). 
Dober primer takega verovanja je, ko smo prepričani o tem, da je nek človek pošten. Če smo natančni, tega ne bi mogli nikakor in nikoli dokazati. Tudi, če bi bil pošten celo svoje življenje, bi v pozitivističnem smislu lahko dvomili, da bi bil pošten, če bi živel le en sam dan dlje. Moja gotovost, da je človek pošten tako temelji na tem, da človeka dobro poznam, na moji izkušnji ljubezni in poštenosti. Taka vera temelji na dejstvih in je zato razumska. Posameznik pa je edina naprava, ki jo lahko zazna.

### Imeti in biti v povezavi z ljubeznijo
Tudi ljubezen ima lahko dva pomena. Ponovno odvisno ali govorimo o njej v zvezi z usmerjenostjo k imeti, ali usmerjenostjo k biti. V resnici ljubezni ne moremo imeti. Obstaja le dajanje ljubezni. Ljubezen je ustvarjalna dejavnost. Pomeni, da nas za nekoga skrbi, se nanj odzivamo, mu stojimo ob strani, se ga veselimo. Če smo usmerjeni k imeti, bo naša ljubezen vključevala omejevanje, zapiranje in nadziranje predmeta, ki ga ljubimo. Taka ljubezen ne pusti dihati, posameznika ohromi, ga duši in ga ne poživlja. Kar ljudje imenujejo ljubezen, je po avtorjevem mnenju prej zloraba besede,  s katero hočejo prikriti resnico, da ne ljubijo. Vprašamo se lahko celo, koliko staršev ljubi svoje otroke. Lloyd de Mause je pokazal, da je bilo v zadnjih dveh tisočletjih zgodovine zahodne družbe toliko poročil o okrutnosti do otrok, da mora človek pomisliti, da so starši, ki res ljubijo svoje otroke, prej izjema kot pravilo.
Če govorimo o ljubezni v zakonu, lahko danes vidimo napredek. Ljudje so postali stvarnejši, mnogi vedo, da spolna privlačnost še ni ljubezen, in da je ljubezen lahko prijateljsko, čeprav nekoliko bolj hladno sodelovanje. To spoznanje je pripomoglo k večji odkritosti – in k pogostejši menjavi partnerjev. Avtor meni, da si tisti, ki so zagovorniki oblik skupnega življenja, kot so zakonska skupnost z več partnerji, menjavanje partnerjev ipd., skušajo le zatisniti oči pred dejstvom, da ne zmorejo ljubiti in potrebujejo za to vedno nove dražljaje.
S tem dejavnikom je pomembna tudi ena od pomembnih značilnosti sodobne kulture. Naša kultura temelji na želji po nakupovanju, na ideji vzajemno koristne izmenjave. Sreča je danes zadovoljstvo, ki ga nekdo občuti, ko gleda izložbe in kupi vse, kar si lahko privošči – s tem kar ima, ali pa na obroke. Podobno danes gledamo na ljudi. Za moškega oziroma ženska, je oseba, ki ju privlači nagrada, ki si je želi. Privlačen navadno pomeni nek skupek lastnosti, ki so priljubljene in po katerih na trgu osebnosti vlada povpraševanje. Od časa je odvisno, kaj osebo naredi privlačno, tako fizično kot duhovno. Včasih je bilo privlačno dekle, ki je pilo, kadilo, bilo grobo in vznemirljivo. Danes se od dekleta večinoma zahteva več smisla za dom in skromnost. Včasih je moral biti moški agresiven in ambiciozen, danes je pomembno, da je družaben in strpen. Posameznik se je tako pripravljen pogoditi. Objekt mora biti poželenja vreden glede na svojo socialno vrednost, hkrati pa si mora želeti mene in pri tem upoštevati moje očitne in skrite lastnosti in zmožnosti. Dva človeka se tako zaljubita, ko čutita, da sta našla najboljši objekt, ki ga lahko dobita na trgu, glede na meje svojih menjalnih zmožnosti. Tako se ljubezenski odnosi v današni družbi ravnajo po načinu menjave, ki vlada na trgu blaga in dela. In čeprav je v človeku hrepenenje po ljubezni globoko zakoreninjeno, je vse drugo danes bolj pomembno kot ljubezen. Pomembni so uspeh, ugled, denar in moč. Večino energije porabimo, da bi dosegli te cilje in malo je ostane, da bi se naučili biti.

## KAKO DO NOVE, BOLJŠE DRUŽBE?
Avtor meni , da je mladih, in tudi starejših, ki se trudijo preusmeriti od imeti k biti, več kot le peščica. Obstoj te manjšine ohranja upanje, da se bo tudi na splošno spremenila usmerjenost od imeti k biti. To pa bi dalo prostor spremembam, ki lahko izboljšajo družbo in življenje posameznika v njej.
1. Prepovedati moramo vse oblike pranja možganov, ki se dogajajo v gospodarskem in poltičnem oglaševanju.
Te oblike pranja možganov naj bi bile škodljive ne samo zato, ker nas prepričajo, da kupimo stvari, ki jih ne potrebujemo ampak tudi zato, ker nas pripravijo do tega, da izbiramo politične voditelje, ki jih ne bi izbrali, če bi bili popolni gospodarji svojih misli. Prepovedati moramo vse hipnotične oblike propagande tako za izdelke kot za politike. Ti hipnozi podobni načini so namreč nevarni za duševno zdravje, posebno za jasno in kritično mišljenje in čustveno neodvisnost. Fromm celo meni, da bi temeljne raziskave pokazale, da je škoda, ki jo povzroča odvisnost od mamil samo malenkost, v primerjavi s škodo, ki jo povzročajo načini pranja možganov. Vse od prebrisanih nasvetov do napol hipnotičnih zvijač, da bi ljudi odvrnili od razumskega mišljenja. Bombardiranje s temi sugestivnimi metodami oglaševanja ljudi poneumlja. Spravijo nas v napol budno stanje, ko verjamemo in ne verjamemo in v katerem izgubimo občutek za resničnost. Če se to konča, bodo potrošniki doživeli prav tako abstitnenčno krizo, kot odvisniki od mamil.
2. Premostiti moramo prepad med bogatimi in revnimi državami.
Revne države nočejo več, da jih industrijski svet izkorišča in tega tudi ne jemljejo več kot usode. Zgodi se lahko to, da bo lakota ljudi iz teh držav ljudi spravila v tako hud obup, da se bodo lotili uničevalnih dejanj skupaj s svojii somišljeniki, da bi v svetu povzročili kaos. Odpovedati bi se morali mnenju, da moramo v Afriko in Azijo prenesti načela kapitalizma. To pa seveda ne bo mogoče, dokler se usmerjenost k posedovanju v naši družbi ne zmanjša. Izkopavanje surovin iz zemlje, zastrupljanje okolja in pripravljanje na jedrsko vojno namreč samo dokazuje našo sebičnost, za potomce nas bolj malo briga.
3. Veliko zla današnjih kapitalističnih in socialističnih družb bi izginilo z uvedbo zajamčenega letnega dohodka
To je Fromm predlagal leta 1955. Ljudje bi morali imeti brezpogojno pravico, da ne umirajo zaradi lakote in da niso brez zavetja. Dobivajo toliko, kot je za preživetje potrebno in nič manj, pa tudi nič več. To načelo je skušalo uveljaviti že krščanstvo in so ga udejanila številna primitivna plemena – da ima vsak človek pravico do življenja, tudi če ne izpolnjuje svoje dolžnosti do družbe. To pravico zagotavljamo svojim domačim ljubljenčkom, ljudem pa ne. S tem bi se svoboda bistveno povečala, ljudem ne bi mogli več z grožnjo izsiliti pokorščine. Je pa to nesprejemljivo za vsako ureditev, ki temelji na izkoriščanju in nadzoru, posebno za različne oblike strahovlade.
4. Ženske se morajo osvoboditi patriarhalne prevlade.
To je temeljni pogoj za humanizacijo družbe. Prevlada se je začela šele pred približno 6,5 tisoč leti, ko je presežek poljšin dopustil najemanje in izkoriščanje delavcev, ustanavljanje vojske in gradnjo močnih mestnih držav. Takrat so zavladali združeni moški in si podjarmili ženske. Možje žensk niso potrebovali le za delovne živali ampak za matere, ljubimke in tolažnice. Vojna je velikokrat odkrita in surova, še večkrat pa je prikrita. Tudi danes ni odnosa med moškim in žensko, celo med tistimi ne, ki nasprotujejo moški prevladi. Freud je na primer neomajno verjel v večvrednost moških in je domneval da občutek nemoči pri ženskah izvira iz domnevnega obžalovanja, da nimajo moškega spolnega uda. Črnce in ženske so tako primerjali z otroki. Imeli so jih za čustvene, lahkoverne, brez občutka za realnost. Zato jim seveda niso mogli zaupati moči odločanja. Freud k temu dodaja še, da imajo ženske manj razviti nadjaz kot moški in so bolj samoljubne. Če bi gibanje za osvoboditev žensko svojo vlogo in nalogo razširilo na zastopanje protioblastniškega boja bi lahko imelo odločilno vlogo v boju za novo družbo. Seveda ne gre podcenjevati moških. Njihov odnos do žensk temelji na domnevni večvrednosti. Zato se ob ženskah, ki to zmotno prepričanje odklanjajo, začnejo počutiti nelagodno in neprijetno.
5. Potrebno je ustanoviti vrhovni kulturni svet, katerega naloga bo svetovati vladi, politikom in državljanom o zadevah za katere je potrebno znanje.
Članov takega sveta ne bi bilo težko najti, težko bi jih bilo izbrati. Ne more jih namreč izvoliti ljudstvo, niti imenovati vlada. Treba bi bilo najti nek drugi način. Na primer začeti z jedrom treh ali štirih oseb in potem skupino širiti do polne zasedbe npr. 50-100 oseb.
6. Vzpostaviti moramo sistem za učinkovito širjenje potrebnih podatkov.
Obveščanje je temeljna prvina pri ustvarjanju učinkovite demokracije. Treba je nehati skrivati podatke in jih potvarjati zaradi domnevne državne varnosti. Dokler bo prodajanje novic posel, bo težko preprečiti, da bi časopisi in revije ne tiskali tega, kar koristi njihovi prodaji in ne moti 
oglaševalcev.
7. Znanstveno raziskovanje mora biti ločeno od uporabe v industriji in obrambi
Nekatera odkritja v genetiki, kirurgiji, možganih, zdravilih, ki delujejo na duševnost in na številnih drugih področjih bi bila lahko uporabljena v veliko človekovo škodo. To je neizogibno dokler vojska in industrija prosto uproabljata vsa teoretična odkritja, ki jim ustrezajo.
8. Jedrska razorožitev.
ZDA morajo še danes omejevati izdatke za zdravstvo, socialno skrbstvo in izobraževanje, da bi lahko prenesle breme svojega vojaškega proračuna. Država, ki siromaši ljudi s proizvodjo orožja, ki je uporabno le kot sredstvo za samomor, si ne more privoščiti stroškov za poskuse, s katerimi bi ugotovili, kako izboljšati družbeno ureditev. Poleg tega tudi duh individualizma in dejavnosti ne more živeti v okolju, v katerem vojaška birokracija iz dneva v dan postaja vplivnejša in še povečuje strah in podrejanje.

## LITERATURA
1. 1 2 3 4 5  Fromm, E. (2013). Anatomija človekove uničevalnosti. Ljubljana: Založba Mladinska knjiga. Prva izdaja leta 1973).
2. ↑  Lipičnik, B. (1998). Ravnanje z ljudmi pri delu. Ljubljana: Gospodarski vestnik.
3. 1 2 3 4 5 6 7 8 9 10 11 12 13 14 15 16 17 18 19 20 21 22 23 24 25 26 27 28 29 30 31 32 33 34 35 36 37 38 39 40 41 42 43  Fromm, E. (2004). Imeti ali biti. Ljubljana: Založba Vale-Novak. (Prva izdaja leta 1976).
4. ↑  Coelho, P. (2014). Alkimist. Ljubljana: Učila International.